# Eugnathogobius kabilia
Eugnathogobius kabilia är en fiskart som först beskrevs av Herre, 1940.  Eugnathogobius kabilia ingår i släktet Eugnathogobius och familjen smörbultsfiskar. IUCN kategoriserar arten globalt som livskraftig. Inga underarter finns listade i Catalogue of Life.